# 羽黑號重巡洋艦
「羽黑」號重巡洋艦（はぐろ）是大日本帝國海軍第八號重巡洋艦，「妙高型重巡洋艦」的四號艦。於三菱造船廠長崎造船所動工，在1929年至1945年間服役。其命名取自山形縣的出羽三山之一的羽黑山。

## 簡介
「妙高」型重巡洋艦是日本海軍在簽署《華盛頓海軍條約 》後完成設計及建造的第一種萬噸級巡洋艦，且艦身龐大，一度被西方認為是最強大的「條約型巡洋艦」。其設計對後來建造的「高雄型」、「最上型」、「利根型」及「伊吹型」帶來重大影響。「妙高」型四艦先後作為聯合艦隊第二艦隊主力參加了侵華戰爭及太平洋戰爭。
由於「那智號」是第一艘完工並公諸於世的「妙高」型，以致當時各國都誤稱為「那智」型。

## 特點
「妙高」型重巡洋艦參照「古鷹型」及「青葉型」設計，具較高的長寬比、較小的寬深比、較低的船體中央系數，強調火力及速度，相對犧牲了防護及續航力。當中「羽黑」號作為戰隊旗艦，擁有特別為參謀、副官和戰隊司令部人員而設的住宿設施。
「羽黑」號參照了日本郵船株式會社的客貨輪「淺間丸」號進行艦內的裝飾，因此較「妙高」型其餘三艦的內部來得奢華，更在1930年的秋季特別大演習時接載昭和天皇。
「妙高」型完工時攜帶8條小艇，後來增加至10條，1945年羽黑帶上較多水上偵察機時減為6艘小艇。

## 建造經緯
1922年，日本海軍軍令部委託平賀讓大佐設計新巡洋艦。次年初，藤本喜久雄中佐在平賀讓大佐指導下完成基本設計。平賀讓大佐在5月18日提交設計方案，在8月25日通過及下令建造。及後，平賀讓晉升為少將並出國考察，藤本喜久雄中佐大幅更改設計並獲通過。
1925年2月16日，正式命名為「羽黑」號。
1929年4月25日正式完工，與「足柄」號一併在佐世保註冊艦藉。

## 艦歷
1929年11月30日，「妙高」型四艦加入第二艦隊組成第四戰隊，正式服役。
1933年5月20日，被編為第五戰隊。同年12月11日與「足柄」號加入佐世保護衞隊。
1935年2月至6月，「羽黑」號進行第一次第一階段改造。與「足柄」號在佐世保海軍船廠拆除高射炮及魚雷後，於三菱造船長崎造船所進行改裝，包括將主炮更換成203mm口徑，及更新武裝。
1935年9月26日至10月2日，「妙高」型四艦參加「第四艦隊」的演習活動，在演習結束後返回佐世保海軍船廠進行第一次第二階段改造。
1936年1月至3月，進行第一次第三階段改造，主要加固艦體。
1936年5月25日至6月29日，與「妙高」號及「那智」號進行第一次第四階段改造，其中「羽黑」號的主桅加高超過4公尺，2/3載荷排水量增至14 479噸，相對的續航力卻下降至4 000海里（16節）。其後三艦再次加入第二艦隊第五戰隊。
1937年3月至4月，在一次夜間訓練中，「羽黑」號與「那智」號相撞，兩艦輕微受損。在同年9月至11月，兩艦參加在華北水域的巡弋，並在12月1日轉為預備役準備改裝。
1939年4月，進行第二次改造，參照「最上」型等巡洋艦作出了整體改造，與「那智」號同在艦橋頂安裝了新的指揮儀塔等新火控設備。
1940年5月1日，再次加入第二艦隊第五戰隊。
1941年4月至5月，與「那智」號及「足柄」號在艦體兩側安裝消磁綫圈、安放水密鋼管及加裝魚雷射控平台等。在11月時，再將主桅換成與「妙高」號一樣。
1941年12月，參與對菲律賓的侵略戰爭，掩護南菲律賓艦隊。
1942年1月4日，「妙高」號遭到美軍空襲嚴重受創脫離戰綫，「那智」號接任旗艦。「羽黑」號與「那智」號繼續執行支援任務。
1942年2月27日，與「那智」號及第二、三水雷戰隊遭遇盟軍艦隊，雙方展開激戰。其中兩艘「妙高」型戰艦發射超過1,500發砲彈，但由於距離太遠，只有5發命中目標，其中只有「羽黑」號的1發砲彈成功對敵艦「雅息特」號造成傷害。日軍與選擇撤退的盟軍展開多次追逐，「羽黑」號的其中一發魚雷終在晚上擊沉盟軍旗艦「德魯伊特爾」號。兩艦與前來支援的「妙高」號及「足柄」號會合，繼續追擊盟軍，最終「妙高」型四艦共擊沉三艘巡洋艦及三艘驅逐艦。「羽黑」號與「妙高」號在佐世保整修後進駐柱島，並在3月22日抵達橫須賀。
1942年5月1日，與「妙高」號參與珊瑚海海戰，負責護衞第五航空戰隊的「翔鶴」號和「瑞鶴」號航空母艦。
1942年6月13日，作為第五戰隊一員前往支援北方艦隊。
1942年8月，中途島海戰失敗後，重編的第五戰隊前往所羅門群島。
1942年9月中遭遇美軍轟炸機攻擊，於9月29日返回佐世保維修。
1943年2月，進行第一次戰時改造，增加對空武裝及改善雷達。
1943年5月8日，與「妙高」號護衞「大和」號戰艦返回本土，隨後緊急加入北方艦隊前往幌筵島，至6月16日返回橫須賀。
1943年8月，與「妙高」號進駐特魯克。
1943年10月，第五戰隊轉入東南艦隊，與第十戰隊及第三水雷戰隊參與奧古斯塔皇后灣海戰。
1943年11月1日，遭到美軍戰機轟炸，令艦橋和船體輕微受損，航速下降至26節，但繼續前進。在與美軍艦隊的遭遇戰被多發砲彈擊中，造成1死5傷。在日本戰機支援下，與「妙高」號共同砲擊擊中美軍巡洋艦，雙方撤退。
1943年11月，進行第二次戰時改造，增加機槍數目及提高整體水密性。
1944年2月10日，前往帛琉以避免受美軍襲擊，並加入第一機動艦隊。
1944年6月，與第一機動艦隊參加菲律賓海海戰，之後與「妙高」號同時進行緊急改裝，再增加機槍數目及減少攜帶魚雷數目以減輕重量，並增加了對空搜索雷達及水面搜索雷達。
1944年10月，與第一游擊艦隊會合作戰，接替因受到美軍空襲嚴重受損而被逼退出戰鬥的「妙高」號接任第五戰隊旗艦。「羽黑」號在雷伊泰灣海戰遭到美軍戰機攻擊，2號砲塔被毀，30人陣亡。戰後，「羽黑」號返回新加坡維修。
1944年12月，拖曳遭美軍潛艇襲擊起火及受風暴影響，失去動力的「妙高」號返回新加坡。
1945年2月至5月，與由第五艦隊轉入第五戰隊的「足柄」號進行巡弋任務。
1945年5月9日，與「神風」號驅逐艦離開新加坡時，在馬六甲海峽發現英軍，撤回新加坡。在14日再次出航，並在15日遭遇英軍驅逐艦隊，寡不敵眾，在被第2發魚雷擊中時杉浦嘉十大佐下令棄艦。「羽黑」號終在16日被第3發魚雷擊中後沉沒。較早前已撤離的「神風」號在17日返回營救，超過1,700多名船員最終只有約300人獲救。
1945年6月20日，除籍。
2003年，在馬六甲附近海深約66米處發現船體殘骸。
2005年9月23日，日本與英國共同海祭。

## 武器裝備
（新造時）
- 200mm 50倍口徑C型雙聯裝炮5座 10門
- 120mm 高射炮6座
- 7.7mm 機槍2挺
- 610mm 3聯裝魚雷發射管4座(90式魚雷)

（第一次改造後）
- 203mm 50倍口徑C型雙聯裝炮5座 10門
- 127mm 89式聯裝高射炮4座 8門
- 7.7mm 機槍2挺
- 13mm 高射機槍8挺
- 610mm 4聯裝魚雷發射管4座 16門(90式魚雷)

（第二次改造後）
- 203mm 50倍口徑C2型雙聯裝炮5座 10門(C2型炮為羽黑專用炮，其他妙高型則維持C型艦砲)
- 127mm 89式聯裝高射炮4座 8門
- 25mm 各式機槍36座 68門
- 13mm 高射機槍4門
- 610mm 4聯裝魚雷發射管8座 16門(93式氧氣魚雷)

## 歷代艦長

### 艤装員長
1. 原敬太郎大佐：1928年10月1日 -

### 艦長
1. 原敬太郎大佐：1929年4月25日 -
2. 宇野積蔵大佐：1929年11月30日 -
3. 小林宗之助大佐：1930年12月1日 -
4. 野村直邦大佐：1931年10月10日 -
5. 森本丞大佐：1933年2月14日 -
6. 山口實大佐：1933年11月15日 -
7. 中山道源大佐：1934年11月15日 -
8. 鮫島具重大佐：1935年11月15日 -
9. 青柳宗重大佐：1936年12月1日 -
10. 山本正夫大佐：1937年12月1日 -
11. 友成佐市郎大佐：1938年4月20日 -
12. 緒方真記大佐：1939年12月27日 -
13. 濱田淨大佐：1940年10月15日 -
14. 森友一大佐：1941年7月25日 -
15. 魚住治策大佐：1942年10月20日 -

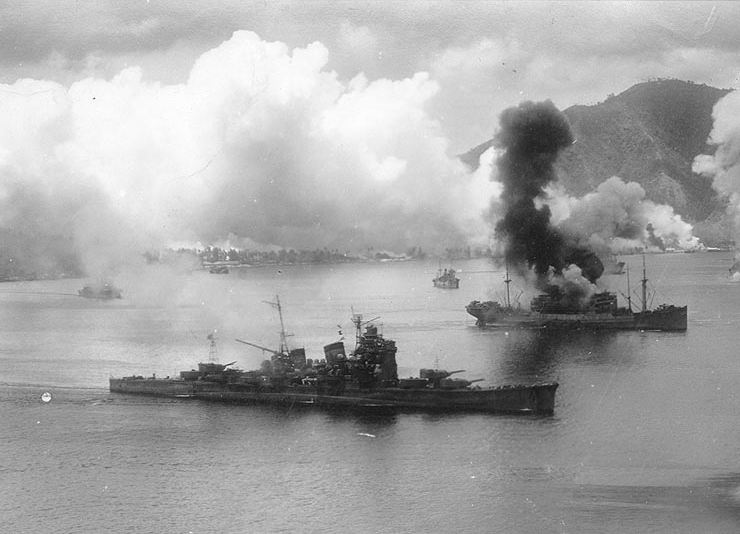
空襲下的羽黒（1943年）

16. 杉浦嘉十大佐：1943年12月1日 - 1945年5月16日戰死

## 同型艦
- 妙高號重巡洋艦，妙高型重巡洋艦一號艦
- 那智號重巡洋艦，妙高型重巡洋艦二號艦
- 足柄號重巡洋艦，妙高型重巡洋艦三號艦